# Рахманкулова, Гайша Абдрахмановна
Рахманкулова Гайша Абдрахмановна (03.12.1913 — 03.05.1991) — живописец, график, заслуженный деятель искусства ТАССР (1974), народный художник Татарской АССР (1984). Первая татарская женщина-художник, ставшая членом Союза художников ТАССР в 1942, ставшая первой представительницей Татарской АССР на всесоюзных выставках акварели в Москве.

## Биография
Рахманкулова Гайша Абдрахмановна родилась в 1913 году деревне Кармаскалы, сейчас Республика Башкортостан.
22 июня 1941 года защитила диплом об окончании Казанского художественного училища.
Лозунги для призывных пунктов и промышленных объектов были её первыми работами, она оформляла колхозные избы-читальни, писала портретные зарисовки тружениц тыла.
С 1942 года является членом Союза художников СССР.
В послевоенные годы художница работала в станковой живописи.
В начале 1960-х обратилась к технике акварели. Её акварельные композиции посвящены самым разным темам. В её жанре пейзажи, портреты, натюрморты и бытовые картины. Герои её произведений — деятели татарской культура, люди разных профессий и судеб.
В 1974 году присвоено почётное звание — заслуженный деятель искусств ТАССР.
В 1984 году получила звание — народный художник ТАССР.
Жила и работала в городе Казани. 3 мая 1991 года умерла в г. Казани.